# Нови Двори Клањечки
Нови Двори Клањечки су насељено место у саставу града Клањца у Крапинско-загорској жупанији, Хрватска. До територијалне реорганизације у Хрватској налазили су се у саставу старе општине Клањец.

## Становништво
На попису становништва 2011. године, Нови Двори Клањечки су имали 241 становника.

## Попис1991.
На попису становништва 1991. године, насељено место Нови Двори Клањечки је имало 234 становника, следећег националног састава:
| Попис 1991.‍  | Попис 1991.‍  | Попис 1991.‍ | Попис 1991.‍ | Попис 1991.‍ |
| ------------ | ------------ | ----------- | ----------- | ----------- |
|              |              |             |             |             |
| Хрвати       | Хрвати       |             | 224         | 95,72%      |
| Словенци     | Словенци     |             | 4           | 1,70%       |
| Немци        | Немци        |             | 1           | 0,42%       |
| Срби         | Срби         |             | 1           | 0,42%       |
| неопредељени | неопредељени |             | 3           | 1,28%       |
| непознато    | непознато    |             | 1           | 0,42%       |
| укупно: 234  |              |             |             |             |